# St. Laurentius (Neuenkirchen)

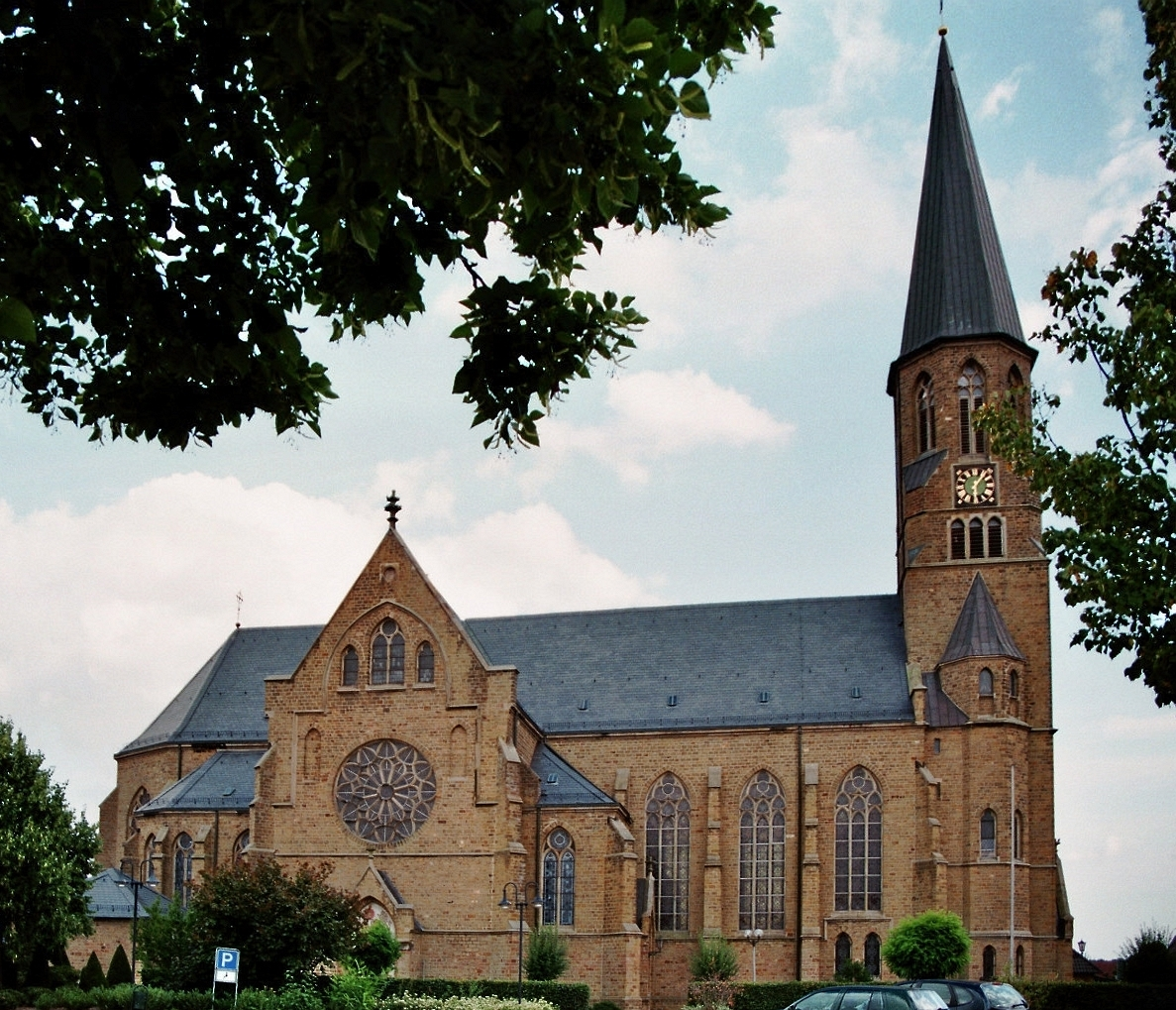
Ansicht von Norden

St. Laurentius in Neuenkirchen ist die Pfarrkirche der katholischen Kirchengemeinde St. Laurentius, die dem Dekanat Osnabrück-Nord des Bistums Osnabrück angehört.

## Baugeschichte und Beschreibung

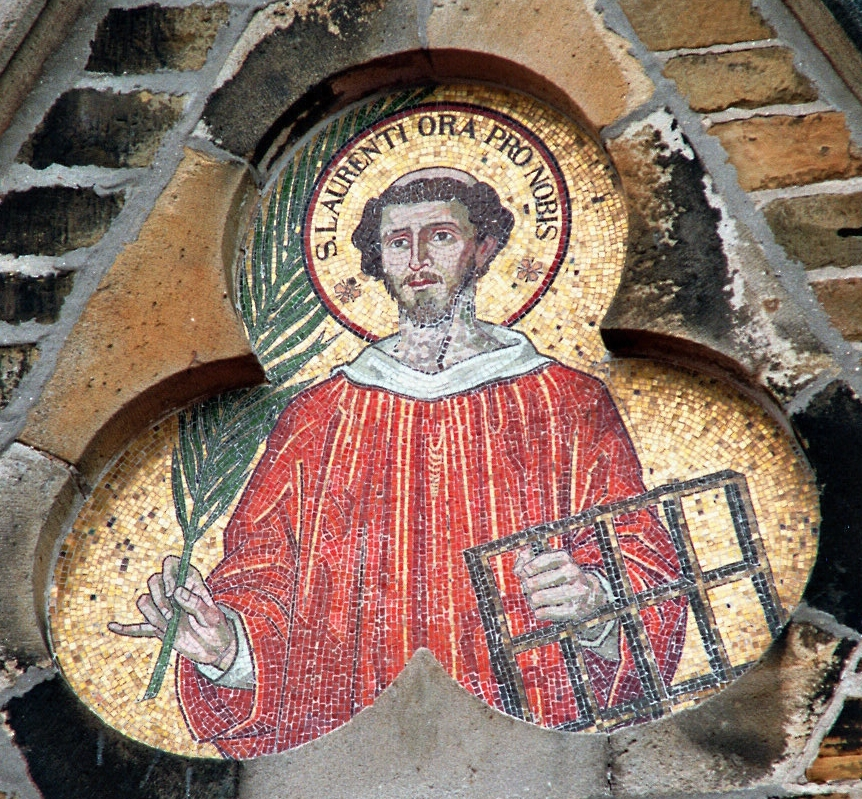
Darstellung des heiligen Laurentius in einem Dreipass am Turm

Bis ins 19. Jahrhundert existierte in Neuenkirchen ein Kirchengebäude, dessen Bauzeit unbekannt ist. Die alte Kirche war ein schlichter Bruchsteinbau mit einem später angefügten nördlichen Seitenschiff, rechtwinklig geschlossenem Chor und niedrigem Westturm. Die Fenster waren im Chor spitzbogig, sonst rundbogig. Diese Kirche wurde 1815 durch einen Brand beschädigt und später abgerissen. An ihrer Stelle steht heute die Schule von Neuenkirchen.
Von 1895 bis 1897 wurde östlich der alten Kirche ein Kirchenneubau nach Plänen des Osnabrücker Architekten Alexander Behnes errichtet. Dabei handelt es sich um einen neugotischen Quaderbau mit dreijochigem Langhaus und quadratischem Querhaus, an die sich im Osten drei polygonale Chöre anschließen, sowie einem Westturm.

## Ausstattung
Ältestes Stück in der Kirche ist ein Sakramentshäuschen aus Kalkstein mit gotischen Stilelementen, das um 1500 entstand und aus der Kirche des Osnabrücker Augustinerklosters stammen soll.
Die restliche Ausstattung ist überwiegend neugotisch aus der Bauzeit der neuen Kirche. Altäre, Kanzel und Figuren stammen von Lukas Memken aus Osnabrück, die Glasmalerei der Fenster von Victor von der Forst aus Münster und die Ausmalung der Kirche von Wilhelm Hustemeyer aus Osnabrück.
Ab 1815 befand sich der von Thomas Simon Jöllemann geschaffene barocke Hochaltar aus der Kirche des säkularisierten Osnabrücker Klosters Gertrudenberg in der St.-Laurentius-Kirche. Später wurde er ans Provinzialmuseum Hannover verkauft. Seit 1980 steht er wieder am ursprünglichen Platz in der Gertrudenkirche.